# Love No Limit
Love No Limit è un singolo della cantante statunitense Mary J. Blige, pubblicato nel 1993 ed estratto dall'album What's the 411?.

## Video
Nel video della canzone appare l'attore britannico Adewale Akinnuoye-Agbaje.

## Classifiche
| Classifica (1993) | Posizione raggiunta |
| ----------------- | ------------------- |
| Stati Uniti       | 44                  |